# Васильевское (Шуйский район)
Васи́льевское — село в Шуйском районе Ивановской области России. Административный центр Васильевского сельского поселения.

## География
Село расположено в 19 км к северо-востоку от города Шуя на автодороге 24К-111 (Р-71) Шуя — Родники.

## История
Название Васильевское село получило в начале XVII столетия, а до того времени оно известно было под именем Матнинского стана. Дата основания села точно неизвестна. До наших дней дошла «Уставная Грамота дворцовых Афанасьевского и Васильевского сёл с деревнями и крестьянами» от 28 февраля 1554 года, выданная царём Иваном IV (Грозным), которая подтверждает, что уже к этому времени село было большим и принадлежало царю. В 1619 году село было пожаловано царём за службу князю Дмитрию Черкасскому. В 1743 году от канцлера, князя Алексея Черкасского село поступило в приданое за единственной дочерью Варварой графу Петру Шереметеву — одному из предков последнего владельца села.
В царствование Алексея Михайловича село Васильевское было не более как усад бедных крестьянских дворов с деревянной ветхой церковью во имя архистратига Михаила; в его же царствование, как показывают акты, положено учредить в Васильевском еженедельные торги для сбыта крестьянских изделий. Торговля начала поправлять состояние жителей, заставила их заниматься различными ремёслами и промышленностью, а с распространением промышленности село увеличивалось, так что в 1850-х годах в нём насчитывалось более 200 домов. Крестьяне Васильевской волости занимались кустарными промыслами: одни из них были портными, плотниками, сапожниками; другие колёсниками, ткачами, столярами и т. п. Но соседство фабричной Шуи позднее подорвало кустарный промысел крестьян, и село Васильевское значительно обеднело.
Население в 1859 году: 1009 человек — село Васильевское, 618 человек — деревня Запрудье (ныне в черте села). В 1897 году — 1104 человек.
До 1917 года село являлось центром Васильевской волости Шуйского уезда Владимирской губернии.

## Население
| 1859 | 1897  | 1905 | 2010  |
| ---- | ----- | ---- | ----- |
| 1009 | ↗1104 | ↘868 | ↗1110 |

## Инфраструктура
- Васильевский лесокомбинат.

## Достопримечательности

### Ансамбль Соборной площади
«Визитная карточка» села — ансамбль церквей Троицы (1768), Николая Чудотворца (1850) и Грузинской иконы Божией Матери (1768). Троицкая церковь — холодная, однопрестольная, пятиглавая; церковь Грузинской иконы Божией Матери — холодная, однопрестольная; церковь Святителя и Чудотворца Николая — тёплая, с приделами Архистратига Божия Михаила и Святителя Митрофана, Воронежского Чудотворца;
В Васильевском долгое время находился иконостас, созданный в 20-х годах XV века для собора в честь Успения Пресвятой Богородицы во Владимире иконописцами круга преподобного Андрея Рублёва. В 1775 году иконостас Успенского собора по распоряжению Екатерины II был заменён новым, находящимся в соборе в настоящее время. Древние иконы были приобретены жителями села Васильевского и поставлены в церкви Святой Троицы и часовне. К 1923 году по решению Советского правительства все иконы из Васильевского — так называемый «Васильевский чин» — были вывезены. Ныне находятся в Государственной Третьяковской галерее и Государственном Русском музее.
Храмовый комплекс также включает в себя колокольню (1802), ограду с воротами, угловыми башнями и калиткой (нач. XIX в.), здание кузницы (сер. XIX в.), здание архива и кладовых (сер. XIX в.).
| |  |  |  |  |
| Слева направо: церковь Николая Чудотворца, колокольня, церковь Святой Троицы, церковь Грузинской иконы Божией Матери, церковь Успения Богородицы |  |  |  |  |

### Ансамбль кладбища
Ансамбль кладбища состоит из ограды с воротами (XIX в.), служебной постройки (XIX в.) и церкви Успения Пресвятой Богородицы (1828) с приделами во имя праведного Лазаря и в честь святителей Василия Великого, Григория Богослова и Иоанна Златоустого.

### Прочие памятники архитектуры и истории
- Торгово-жилая усадьба купца Шорина (кон. XIX в.), состоящая из жилого дома и флигеля
- Дом (вторая половина XIX в.), в котором в 1905 г. находилась конспиративная квартира М. В. Фрунзе и проводились нелегальные собрания
- Дом торгового крестьянина И. Кувалдина (сер. XIX в.)
- Памятное место, где стоял дом, в котором родился и провёл детские годы видный большевик А. В. Дадукин
- Памятное место, где стоял дом, в котором родился и провёл детские годы видный большевик С. М. Баланин

### Музеи
- Васильевский сельский музей и дом ремесел. Экспозиция музея включает четыре небольших зала: эстетика крестьянского быта и характера 19-начала 20 веков; традиционные промыслы и ремесла; историческая хроника села в 2-х зала. В доме ремёсел работают студии: «Кружевница», «Проворница», «Деревянное кружево», «Весёлая ярмарка»[10].

### Памятники природы
- В 4 км к северо-востоку от с. Васильевское расположен памятник природы регионального значения — Лесной массив «Райки», основанный в 1965 году[11].

## Село в культуре
В селе проходили съемки российского комедийного фильма «Непослушник» и «Непослушник 2».

## Известные люди села
- Сычугов, Савватий Иванович — (27.9(9.10).1841, с. Подрелье Орловского уезда Вятской губернии — 6(19).2.1902, с. Верховино Орловского уезда Вятской губернии) — земской санитарный врач в селе Васильевском Шуйского района Владимирской губернии, просветитель, литератор, историк медицины, меценат.